# شبکه آندوپلاسمی خشن

اندامک‌های درون سلول جانوران: (۱) هستک (۲) هسته (۳) ریبوزوم (۴) وزیکول (۵) شبکه آندوپلاسمی خشن (۶) دستگاه گلژی (۷) اسکلت سلولی (سیتواسکلتون) (۸) شبکه آندوپلاسمی صاف (۹) میتوکندری (۱۰) واکوئل (۱۱) سیتوپلاسم (۱۲) لیزوزوم (۱۳) سانتریول

شبکهٔ آندوپلاسمی زبر (خشن) یکی از اندامک‌های سلول است.
«زبر» خواندن آن بدین سبب است که در ریزنگار‌های میکروسکوپ الکترونی، روی آن دانه‌هایی دیده می‌شود. این دانه‌ها ریبوزومها هستند.
شبکهٔ آندوپلاسمی زبر از کیسه‌های پهنی ساخته شده‌است که به یکدیگر متصل‌اند.
شبکهٔ آندوپلاسمی زبر و شبکهٔ آندوپلاسمی نرم (صاف) از نظر ساختار و عمل متفاوتند، اما غشای سازندهٔ آن‌ها، به هم پیوسته‌است. همچنین، غشای شبکهٔ آندوپلاسمی به غشای خارجی پوشش هسته پیوسته‌است.

## وظایف
شبکهٔ آندوپلاسمی زبر دو کار مهم برعهده دارد:
1. غشاسازی:برخی از پروتئین‌هایی که به وسیلهٔ ریبوزوم‌ها ساخته می‌شوند (پروتئین‌های غشایی) و نیز فسفولیپیدهایی که توسط آنزیم‌های شبکهٔ آندوپلاسمی صاف ساخته می‌شوند، درون غشای شبکهٔ آندوپلاسمی خشن جای می‌گیرند. در نتیجه، غشای شبکهٔ آندوپلاسمی گسترش می‌یابد، تا این که قسمتی از آن جوانه می‌زند و به دیگر اندامک‌ها فرستاده می‌شود.
2. ساخت پروتئین
3. ساخت پروتئین‌هایی که قرار است به خارج از سلول ترشح شوند (مانند پادتن‌ها).